# Antlia-Zwerggalaxie
Die Antlia-Zwerggalaxie (Katalogbezeichnung PGC 29194) ist  eine elliptische Zwerggalaxie (Typ dE3) im Sternbild Luftpumpe. Die nur 5500 Lichtjahre im Durchmesser messende Galaxie hat eine Winkelausdehnung von 2,0 × 1,5 Bogenminuten und ist mit einer Entfernung von etwa 4,6 Millionen Lichtjahren eines der am weitesten entfernten Mitglieder der Lokalen Gruppe. Mit einer Helligkeit von nur 14,8 mag ist diese Galaxie nicht mit kleineren Teleskopen sichtbar.
Die Antlia-Zwerggalaxie wurde im Jahr 1985 durch Harold G. Corwin, Gérard H. de Vaucouleurs und Antoinette de Vaucouleurs entdeckt. Studien ihrer möglichen Zugehörigkeit zur lokalen Gruppe wurden 1997 veröffentlicht.